# Laevistrombus canarium
Laevistrombus canarium (frequentemente referido pelo seu sinónimo mais conhecido, Strombus canarium ou pelo nome comum dog conch, em inglês) é uma espécie de caramujo marinho comestível, um molusco gastrópode da família Strombidae. Conhecido de ilustrações em livros que datam do final do século XVII, L. canarium é uma espécie do Indo-Pacífico que ocorre da Índia e do Sri Lanka até à Melanésia, Austrália e sul do Japão. A concha de indivíduos adultos é colorida de castanho amarelado claro a dourado ou acinzentado. Possui uma característica volta do corpo inflada, um lábio externo grande e espesso com um entalhe estreito e raso. A concha é valorizada como um ornamento e, por ser pesada e compacta, também é usada com frequência como um afundador para redes de pesca.
A anatomia das partes moles desta espécie é semelhante à de outros caramujos da mesma família. O animal tem um focinho alongado, pedúnculos oculares (omatóforos) delgados com olhos bem desenvolvidos e tentáculos sensoriais, e um pé estreito e forte com um opérculo em forma de foice. Uma análise molecular conduzida em 2006 com base em sequências de DNA de histonas e genes mitocondriais demonstrou que Laevistrombus canarium, Doxander vittatus e Labiostrombus epidromis são espécies próximas do ponto de vista evolutivo. Laevistromus canarium exibe comportamentos comuns entre os Strombidae, incluindo hábito escavador e uma forma característica de locomoção. O primeiro comportamento, no entanto, envolve sequências de movimento exclusivas para essa espécie.
Este caramujo vive em fundos lamacentos e arenosos, alimentando-se de algas e detritos. É gonocórico e sexualmente dimórfico, dependendo da fertilização interna para a desova. As larvas desta espécie passam vários dias como plâncton, sofrendo uma série de transformações até atingirem a completa metamorfose. O tempo de vida máximo é de 2,0 a 2,5 anos. Predadores deste caramujo incluem gastrópodes carnívoros, como as volutas. É também presa para vertebrados, incluindo macacos, e também seres humanos, que consomem as partes moles em uma grande variedade de pratos.
Laevistrombus canarium é uma espécie economicamente importante no Pacífico Indo-Ocidental, e vários estudos indicam que ela pode estar sofrendo declínios populacionais devido à doenças, sobrepesca e superexploração. Malacologistas e ecologistas recomendaram uma redução em sua taxa de exploração. Iniciativas na Tailândia estão tentando garantir a possibilidade de reprodução em indivíduos jovens adultos e gerenciar as populações naturais em geral. L. canarium demonstra o fenômeno imposex, mas é resistente à esterilidade causada por ele. Portanto, esta espécie pode ser útil como um bioindicador para monitoramento da poluição organoestânica perto dos portos da Malásia.

## Taxonomia

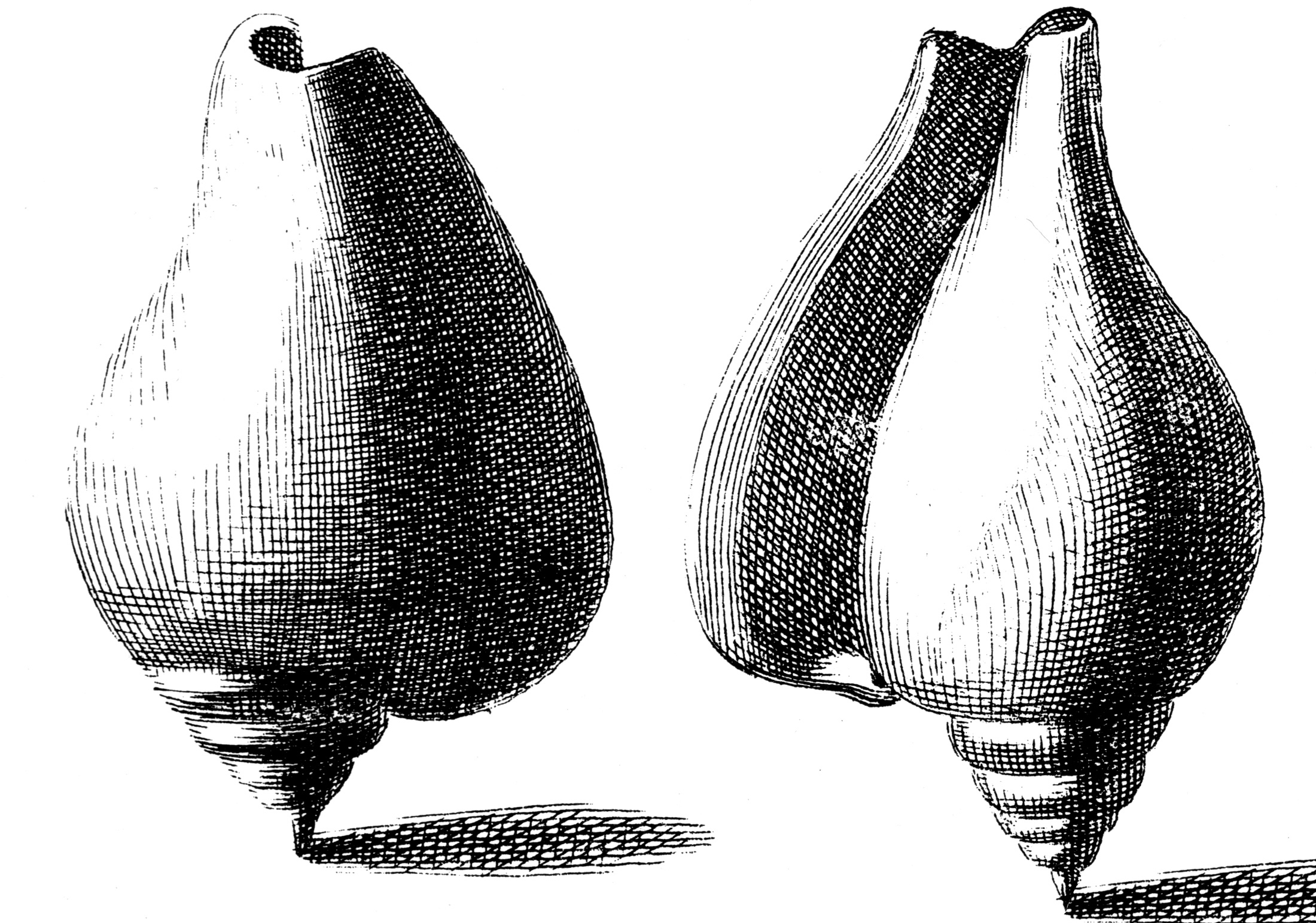
Uma ilustração de 1742 contida no Index Testarum Conchyliorum, mostrando vistas abapertural (esquerda) e apertural (direita) de uma concha adulta de L. canarium.

As primeiras descrições publicadas da concha desta espécie apareceram em 1681 no livro mais antigo unicamente sobre conchas marinhas, Recreatio mentis et oculi in observatione animalium testaceorum (Descanso para a mente e os olhos na observação de animais portadores de conchas, traduzido livremente do latim) pelo erudito italiano Filippo Buonanni. A espécie foi ilustrada no Index Testarum Conchyliorum quae adservantur in Museo Nicolai Gualtieri (Lista das conchas de mariscos preservadas no museu de Niccolò Gualtieri) pelo médico e malacologista italiano Niccolò Gualtieri. Em ambos os livros, a morfologia de uma concha adulta foi mostrada em diferentes perspectivas.
Em 1758 a espécie foi formalmente descrita e nomeada Strombus canarium pelo naturalista e taxonomista sueco Carl Linnaeus, que originou o sistema de nomenclatura binomial. O nome específico deste táxon, canarium, é derivado do latim canis, que significa cachorro e explica o nome comum da espécie dog conch, em inglês, que significa concha-cão, em tradução livre. A descrição original fornecida por Linnaeus em seu livro, Systema Naturae, está em latim: "S. testae labro rotundato brevi retuso, spiraque laevi". Isso pode ser traduzido como "Strombus com uma concha tendo um lábio retuso, curto e arredondado e uma espira lisa". Linnaeus não mencionou uma localidade específica em sua descrição, informando apenas a Ásia Oriental como a área em que a espécie é encontrada.
O táxon Laevistrombus foi introduzido na literatura como um subgênero de Strombus por Tetsuaki Kira (1955) na terceira impressão da primeira edição de  Coloured Illustrations of the Shells of Japan (Ilustrações Coloridas das Conchas do Japão, em tradução livre). Ele inicialmente abrangia duas espécies, Strombus (Laevistrombus) canarium e Strombus (L.) isabella Lamarck, 1822. Nenhuma espécie-tipo foi designada, e Kira não forneceu nenhuma descrição formal ou declaração de diferenciação, como exigido pelo código Código Internacional de Nomenclatura Zoológica (ICZN) para validar o nome. Em uma versão posterior do livro, Laevistrombus foi elevado ao nível de gênero, mas ainda não tinha uma descrição formal. Rüdiger Bieler e Richard Petit (1996) consideraram-no nomen nudum, e a autoria foi transferida para Robert Tucker Abbott (1960), que forneceu uma descrição e ilustrações apropriadas de Laevistrombus e especificou uma espécie-tipo, Strombus canarium L., no primeiro volume de sua monografia intitulada Indo-Pacific Mollusca. A classificação atualmente aceita foi proposta por Sepkoski (2002), que elevou Laevistrombus ao nível de gênero com base em dados paleontológicos.
Os sinônimos são outros nomes binomiais que foram dados ao longo do tempo para este táxon por autores que não sabiam que os espécimes que eles estavam descrevendo pertenciam a uma espécie já descrita por Linnaeus. Em alguns casos, variações locais de cor e forma podem ter levado esses autores a pensar que tinham uma espécie diferente em mãos. Strombus vanicorensis é uma grafia incorreta de Strombus vanikorensis por um dos autores originais. Existe alguma discordância na literatura sobre se L. canarium e Laevistrombus turturella, de aparência similar, são, na verdade, espécies distintas. Leo Man In 'T Veld e Koenraad de Turck (1998) consideraram que L. canarium e L. turturella são espécies diferentes (mas simpátricas), baseando-se principalmente na morfologia da concha e na comparação da rádula. 
No entanto, quando Zaidi Che Cob reviu uma série de espécies de Strombus em 2009, examinando tanto os caracteres de concha como os dados anatômicos, incluindo detalhes da genitália, opérculo e rádula, ele concluiu que L. turturella era simplesmente uma variante morfológica e, portanto, um sinônimo de L. canarium. O assunto permanece não-resolvido, pois bases de dados taxonômicas consolidadas, como o World Register of Marine Species e MolluscaBase listam as espécies como distintas. L. canarium compreende pelo menos duas subespécies conhecidas; uma é a subespécie nominal, L. canarium canarium e a outra é L. c. guidoi. A segunda distingue-se da primeira por sua cor branca sólida, pelo contorno do canal sifonal e por um lábio externo mais destacado e saliente posteriormente. A presença de um lábio projetado livremente na porção posterior da columela também é um de seus carateres distintivos.

## Anatomia

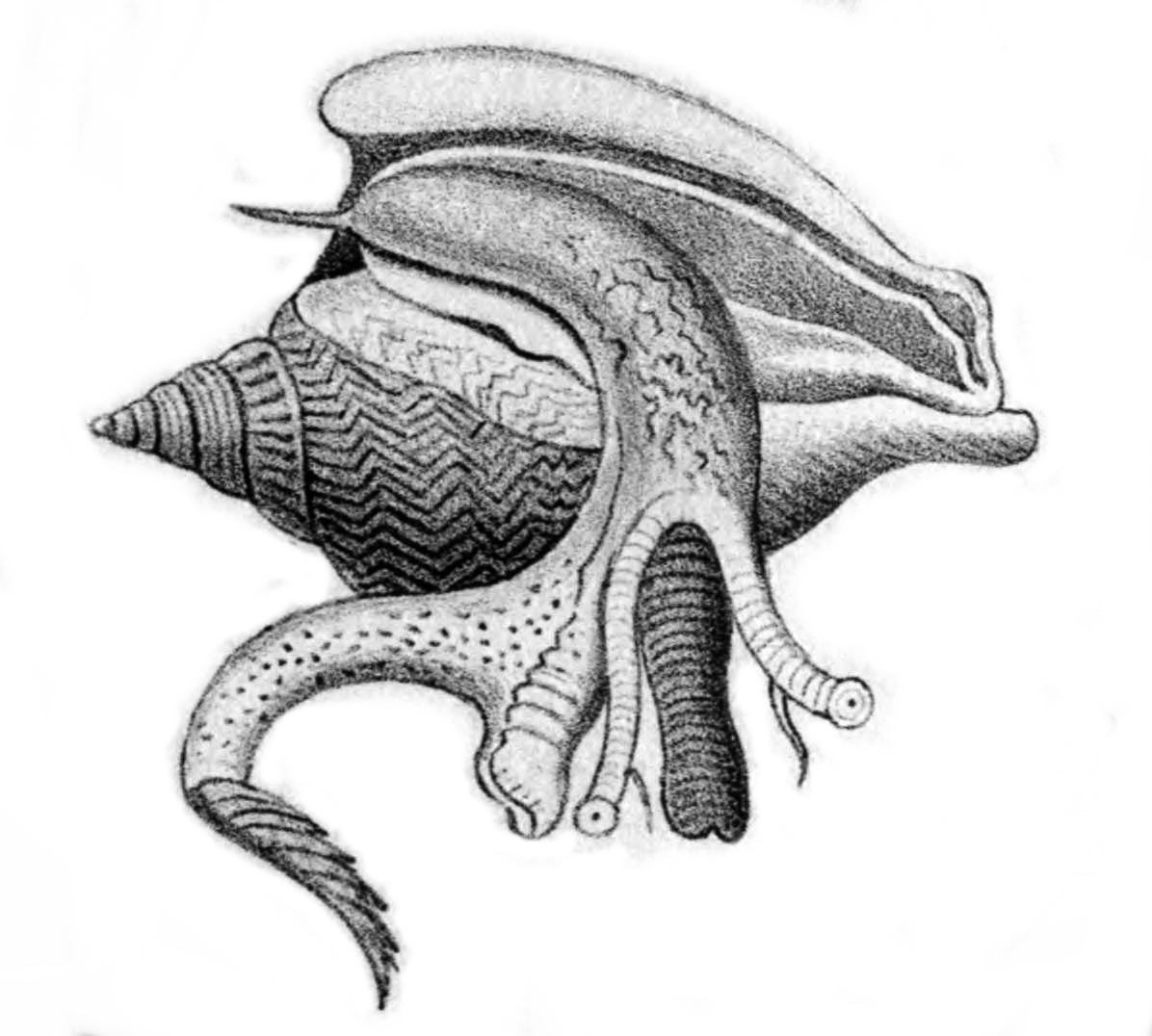
Ilustração da morfologia externa de L. canarium, presente em Manual of Conchology (1885).

### Descrição da concha
Laevistrombus canarium tem uma concha proporcionalmente pesada com um contorno arredondado. O comprimento da concha dos espécimes adultos é de 29 mm (1,1 pol.) a 71 mm (2,8 pol.). A superfície externa da concha é quase completamente lisa, exceto por linhas espirais pouco visíveis e varizes ocasionais na espira. Ao contrário das espécies do gênero Strombus, o entalhe estromboide no lábio externo é discreto. Quando uma concha dextrógira adulta normal desta espécie é vista ventralmente (vista apertural, com a extremidade anterior apontando para baixo), o entalhe estromboide pode ser observado à direita do canal sifonal como uma reentrância anterior secundária rasa no lábio externo. O canal sifonal em si é reto, curto e amplo; a columela é lisa, sem dobras. Espécimes adultos têm um lábio externo moderadamente alargado, que é consideravelmente espesso e completamente desprovido de espinhos ou plicas marginais. A volta do corpo é inflada no ombro, com alguns sulcos espirais anteriores. A concha tem uma espira em forma de cone, média a alta, com pelo menos cinco voltas delicadamente sulcadas. A cor da concha é variável, de amarelo dourado ao castanho amarelado claro ao cinzento. A parte inferior da concha raramente é escura; mais freqüentemente é mais pálida que o dorso, ou totalmente branca. Em todos os casos, a abertura da concha em si é sempre branca. Os espécimes maduros ocasionalmente apresentam um brilho metálico cinza ou dourado na margem do lábio externo e do calo. Uma rede em ziguezague de linhas mais escuras eventualmente encontra-se presente do lado externo da concha. O perióstraco, uma camada proteica (conchiolina) correspondente à parte mais externa da superfície da concha, é marrom-amarelado. É geralmente espesso, reticulado (em forma de rede) e fimbriado (com franjas) acima da sutura. O opérculo córneo é marrom-escuro, e sua forma é bastante típica da família Strombidae: como a lâmina de uma foice, ligeiramente curvo, com sete ou oito serrilhas laterais fracas.

### Partes moles
As fêmeas de L. canarium são geralmente maiores (tanto a concha quanto as partes moles) do que os machos, o que também é o caso em outros gastrópodes da família, como Harpago chiragra e a concha-rainha Lobatus gigas. A anatomia externa das partes moles desta espécie é semelhante à dos outros membros da família; o animal tem um focinho comprido e extensível e pedúnculos oculares delgados (também conhecidos como omatóforos), com olhos bem desenvolvidos nas pontas. Cada pedúnculo tem um pequeno tentáculo sensorial que se ramifica perto do final (extremidade distal). O pé do animal é grande, estreito e forte, capaz de executar a forma de locomoção que também é encontrada em outras espécies de Strombidae (como a concha-rainha, L. gigas).

## Filogenia
|  | Strombus maculatus |
|  |                    |
|  | Strombus mutabilis |
|  |                    |

|  | Strombus microurceus |
|  |                      |
|  | Strombus labiatus    |
|  |                      |

|  | Strombus maculatus |
|  |                    |
|  | Strombus mutabilis |
|  |                    |

|  | Strombus microurceus |
|  |                      |
|  | Strombus labiatus    |
|  |                      |

|  | \| \| Strombus fragilis \| \| \| \| \| \| Strombus urceus \| \| \| \| |
|  |                                                                       |
|  | Strombus dentatus                                                     |
|  |                                                                       |
|  | Strombus fragilis                                                     |
|  |                                                                       |
|  | Strombus urceus                                                       |
|  |                                                                       |

|  | Strombus fragilis |
|  |                   |
|  | Strombus urceus   |
|  |                   |

|  | Strombus maculatus |
|  |                    |
|  | Strombus mutabilis |
|  |                    |

|  | Strombus microurceus |
|  |                      |
|  | Strombus labiatus    |
|  |                      |

|  | Strombus maculatus |
|  |                    |
|  | Strombus mutabilis |
|  |                    |

|  | Strombus microurceus |
|  |                      |
|  | Strombus labiatus    |
|  |                      |

|  | \| \| Strombus fragilis \| \| \| \| \| \| Strombus urceus \| \| \| \| |
|  |                                                                       |
|  | Strombus dentatus                                                     |
|  |                                                                       |
|  | Strombus fragilis                                                     |
|  |                                                                       |
|  | Strombus urceus                                                       |
|  |                                                                       |

|  | Strombus fragilis |
|  |                   |
|  | Strombus urceus   |
|  |                   |

|  | \| \| Strombus canarium \| \| \| \| \| \| Strombus vittatus \| \| \| \| |
|  |                                                                         |
|  | Strombus epidromis                                                      |
|  |                                                                         |
|  | Strombus canarium                                                       |
|  |                                                                         |
|  | Strombus vittatus                                                       |
|  |                                                                         |

|  | Strombus canarium |
|  |                   |
|  | Strombus vittatus |
|  |                   |

|  | Strombus maculatus |
|  |                    |
|  | Strombus mutabilis |
|  |                    |

|  | Strombus microurceus |
|  |                      |
|  | Strombus labiatus    |
|  |                      |

|  | Strombus maculatus |
|  |                    |
|  | Strombus mutabilis |
|  |                    |

|  | Strombus microurceus |
|  |                      |
|  | Strombus labiatus    |
|  |                      |

|  | \| \| Strombus fragilis \| \| \| \| \| \| Strombus urceus \| \| \| \| |
|  |                                                                       |
|  | Strombus dentatus                                                     |
|  |                                                                       |
|  | Strombus fragilis                                                     |
|  |                                                                       |
|  | Strombus urceus                                                       |
|  |                                                                       |

|  | Strombus fragilis |
|  |                   |
|  | Strombus urceus   |
|  |                   |

|  | Strombus maculatus |
|  |                    |
|  | Strombus mutabilis |
|  |                    |

|  | Strombus microurceus |
|  |                      |
|  | Strombus labiatus    |
|  |                      |

|  | Strombus maculatus |
|  |                    |
|  | Strombus mutabilis |
|  |                    |

|  | Strombus microurceus |
|  |                      |
|  | Strombus labiatus    |
|  |                      |

|  | \| \| Strombus fragilis \| \| \| \| \| \| Strombus urceus \| \| \| \| |
|  |                                                                       |
|  | Strombus dentatus                                                     |
|  |                                                                       |
|  | Strombus fragilis                                                     |
|  |                                                                       |
|  | Strombus urceus                                                       |
|  |                                                                       |

|  | Strombus fragilis |
|  |                   |
|  | Strombus urceus   |
|  |                   |

|  | \| \| Strombus canarium \| \| \| \| \| \| Strombus vittatus \| \| \| \| |
|  |                                                                         |
|  | Strombus epidromis                                                      |
|  |                                                                         |
|  | Strombus canarium                                                       |
|  |                                                                         |
|  | Strombus vittatus                                                       |
|  |                                                                         |

|  | Strombus canarium |
|  |                   |
|  | Strombus vittatus |
|  |                   |

|  | Strombus fusiformis |
|  |                     |
|  | Strombus haemastoma |
|  |                     |

|  | Strombus maculatus |
|  |                    |
|  | Strombus mutabilis |
|  |                    |

|  | Strombus microurceus |
|  |                      |
|  | Strombus labiatus    |
|  |                      |

|  | Strombus maculatus |
|  |                    |
|  | Strombus mutabilis |
|  |                    |

|  | Strombus microurceus |
|  |                      |
|  | Strombus labiatus    |
|  |                      |

|  | \| \| Strombus fragilis \| \| \| \| \| \| Strombus urceus \| \| \| \| |
|  |                                                                       |
|  | Strombus dentatus                                                     |
|  |                                                                       |
|  | Strombus fragilis                                                     |
|  |                                                                       |
|  | Strombus urceus                                                       |
|  |                                                                       |

|  | Strombus fragilis |
|  |                   |
|  | Strombus urceus   |
|  |                   |

|  | Strombus maculatus |
|  |                    |
|  | Strombus mutabilis |
|  |                    |

|  | Strombus microurceus |
|  |                      |
|  | Strombus labiatus    |
|  |                      |

|  | Strombus maculatus |
|  |                    |
|  | Strombus mutabilis |
|  |                    |

|  | Strombus microurceus |
|  |                      |
|  | Strombus labiatus    |
|  |                      |

|  | \| \| Strombus fragilis \| \| \| \| \| \| Strombus urceus \| \| \| \| |
|  |                                                                       |
|  | Strombus dentatus                                                     |
|  |                                                                       |
|  | Strombus fragilis                                                     |
|  |                                                                       |
|  | Strombus urceus                                                       |
|  |                                                                       |

|  | Strombus fragilis |
|  |                   |
|  | Strombus urceus   |
|  |                   |

|  | \| \| Strombus canarium \| \| \| \| \| \| Strombus vittatus \| \| \| \| |
|  |                                                                         |
|  | Strombus epidromis                                                      |
|  |                                                                         |
|  | Strombus canarium                                                       |
|  |                                                                         |
|  | Strombus vittatus                                                       |
|  |                                                                         |

|  | Strombus canarium |
|  |                   |
|  | Strombus vittatus |
|  |                   |

|  | Strombus maculatus |
|  |                    |
|  | Strombus mutabilis |
|  |                    |

|  | Strombus microurceus |
|  |                      |
|  | Strombus labiatus    |
|  |                      |

|  | Strombus maculatus |
|  |                    |
|  | Strombus mutabilis |
|  |                    |

|  | Strombus microurceus |
|  |                      |
|  | Strombus labiatus    |
|  |                      |

|  | \| \| Strombus fragilis \| \| \| \| \| \| Strombus urceus \| \| \| \| |
|  |                                                                       |
|  | Strombus dentatus                                                     |
|  |                                                                       |
|  | Strombus fragilis                                                     |
|  |                                                                       |
|  | Strombus urceus                                                       |
|  |                                                                       |

|  | Strombus fragilis |
|  |                   |
|  | Strombus urceus   |
|  |                   |

|  | Strombus maculatus |
|  |                    |
|  | Strombus mutabilis |
|  |                    |

|  | Strombus microurceus |
|  |                      |
|  | Strombus labiatus    |
|  |                      |

|  | Strombus maculatus |
|  |                    |
|  | Strombus mutabilis |
|  |                    |

|  | Strombus microurceus |
|  |                      |
|  | Strombus labiatus    |
|  |                      |

|  | \| \| Strombus fragilis \| \| \| \| \| \| Strombus urceus \| \| \| \| |
|  |                                                                       |
|  | Strombus dentatus                                                     |
|  |                                                                       |
|  | Strombus fragilis                                                     |
|  |                                                                       |
|  | Strombus urceus                                                       |
|  |                                                                       |

|  | Strombus fragilis |
|  |                   |
|  | Strombus urceus   |
|  |                   |

|  | \| \| Strombus canarium \| \| \| \| \| \| Strombus vittatus \| \| \| \| |
|  |                                                                         |
|  | Strombus epidromis                                                      |
|  |                                                                         |
|  | Strombus canarium                                                       |
|  |                                                                         |
|  | Strombus vittatus                                                       |
|  |                                                                         |

|  | Strombus canarium |
|  |                   |
|  | Strombus vittatus |
|  |                   |

|  | Strombus fusiformis |
|  |                     |
|  | Strombus haemastoma |
|  |                     |

|  | Strombus maculatus |
|  |                    |
|  | Strombus mutabilis |
|  |                    |

|  | Strombus microurceus |
|  |                      |
|  | Strombus labiatus    |
|  |                      |

|  | Strombus maculatus |
|  |                    |
|  | Strombus mutabilis |
|  |                    |

|  | Strombus microurceus |
|  |                      |
|  | Strombus labiatus    |
|  |                      |

|  | \| \| Strombus fragilis \| \| \| \| \| \| Strombus urceus \| \| \| \| |
|  |                                                                       |
|  | Strombus dentatus                                                     |
|  |                                                                       |
|  | Strombus fragilis                                                     |
|  |                                                                       |
|  | Strombus urceus                                                       |
|  |                                                                       |

|  | Strombus fragilis |
|  |                   |
|  | Strombus urceus   |
|  |                   |

|  | Strombus maculatus |
|  |                    |
|  | Strombus mutabilis |
|  |                    |

|  | Strombus microurceus |
|  |                      |
|  | Strombus labiatus    |
|  |                      |

|  | Strombus maculatus |
|  |                    |
|  | Strombus mutabilis |
|  |                    |

|  | Strombus microurceus |
|  |                      |
|  | Strombus labiatus    |
|  |                      |

|  | \| \| Strombus fragilis \| \| \| \| \| \| Strombus urceus \| \| \| \| |
|  |                                                                       |
|  | Strombus dentatus                                                     |
|  |                                                                       |
|  | Strombus fragilis                                                     |
|  |                                                                       |
|  | Strombus urceus                                                       |
|  |                                                                       |

|  | Strombus fragilis |
|  |                   |
|  | Strombus urceus   |
|  |                   |

|  | \| \| Strombus canarium \| \| \| \| \| \| Strombus vittatus \| \| \| \| |
|  |                                                                         |
|  | Strombus epidromis                                                      |
|  |                                                                         |
|  | Strombus canarium                                                       |
|  |                                                                         |
|  | Strombus vittatus                                                       |
|  |                                                                         |

|  | Strombus canarium |
|  |                   |
|  | Strombus vittatus |
|  |                   |

|  | Strombus maculatus |
|  |                    |
|  | Strombus mutabilis |
|  |                    |

|  | Strombus microurceus |
|  |                      |
|  | Strombus labiatus    |
|  |                      |

|  | Strombus maculatus |
|  |                    |
|  | Strombus mutabilis |
|  |                    |

|  | Strombus microurceus |
|  |                      |
|  | Strombus labiatus    |
|  |                      |

|  | \| \| Strombus fragilis \| \| \| \| \| \| Strombus urceus \| \| \| \| |
|  |                                                                       |
|  | Strombus dentatus                                                     |
|  |                                                                       |
|  | Strombus fragilis                                                     |
|  |                                                                       |
|  | Strombus urceus                                                       |
|  |                                                                       |

|  | Strombus fragilis |
|  |                   |
|  | Strombus urceus   |
|  |                   |

|  | Strombus maculatus |
|  |                    |
|  | Strombus mutabilis |
|  |                    |

|  | Strombus microurceus |
|  |                      |
|  | Strombus labiatus    |
|  |                      |

|  | Strombus maculatus |
|  |                    |
|  | Strombus mutabilis |
|  |                    |

|  | Strombus microurceus |
|  |                      |
|  | Strombus labiatus    |
|  |                      |

|  | \| \| Strombus fragilis \| \| \| \| \| \| Strombus urceus \| \| \| \| |
|  |                                                                       |
|  | Strombus dentatus                                                     |
|  |                                                                       |
|  | Strombus fragilis                                                     |
|  |                                                                       |
|  | Strombus urceus                                                       |
|  |                                                                       |

|  | Strombus fragilis |
|  |                   |
|  | Strombus urceus   |
|  |                   |

|  | \| \| Strombus canarium \| \| \| \| \| \| Strombus vittatus \| \| \| \| |
|  |                                                                         |
|  | Strombus epidromis                                                      |
|  |                                                                         |
|  | Strombus canarium                                                       |
|  |                                                                         |
|  | Strombus vittatus                                                       |
|  |                                                                         |

|  | Strombus canarium |
|  |                   |
|  | Strombus vittatus |
|  |                   |

|  | Strombus fusiformis |
|  |                     |
|  | Strombus haemastoma |
|  |                     |

|  | Strombus maculatus |
|  |                    |
|  | Strombus mutabilis |
|  |                    |

|  | Strombus microurceus |
|  |                      |
|  | Strombus labiatus    |
|  |                      |

|  | Strombus maculatus |
|  |                    |
|  | Strombus mutabilis |
|  |                    |

|  | Strombus microurceus |
|  |                      |
|  | Strombus labiatus    |
|  |                      |

|  | \| \| Strombus fragilis \| \| \| \| \| \| Strombus urceus \| \| \| \| |
|  |                                                                       |
|  | Strombus dentatus                                                     |
|  |                                                                       |
|  | Strombus fragilis                                                     |
|  |                                                                       |
|  | Strombus urceus                                                       |
|  |                                                                       |

|  | Strombus fragilis |
|  |                   |
|  | Strombus urceus   |
|  |                   |

|  | Strombus maculatus |
|  |                    |
|  | Strombus mutabilis |
|  |                    |

|  | Strombus microurceus |
|  |                      |
|  | Strombus labiatus    |
|  |                      |

|  | Strombus maculatus |
|  |                    |
|  | Strombus mutabilis |
|  |                    |

|  | Strombus microurceus |
|  |                      |
|  | Strombus labiatus    |
|  |                      |

|  | \| \| Strombus fragilis \| \| \| \| \| \| Strombus urceus \| \| \| \| |
|  |                                                                       |
|  | Strombus dentatus                                                     |
|  |                                                                       |
|  | Strombus fragilis                                                     |
|  |                                                                       |
|  | Strombus urceus                                                       |
|  |                                                                       |

|  | Strombus fragilis |
|  |                   |
|  | Strombus urceus   |
|  |                   |

|  | \| \| Strombus canarium \| \| \| \| \| \| Strombus vittatus \| \| \| \| |
|  |                                                                         |
|  | Strombus epidromis                                                      |
|  |                                                                         |
|  | Strombus canarium                                                       |
|  |                                                                         |
|  | Strombus vittatus                                                       |
|  |                                                                         |

|  | Strombus canarium |
|  |                   |
|  | Strombus vittatus |
|  |                   |

|  | Strombus maculatus |
|  |                    |
|  | Strombus mutabilis |
|  |                    |

|  | Strombus microurceus |
|  |                      |
|  | Strombus labiatus    |
|  |                      |

|  | Strombus maculatus |
|  |                    |
|  | Strombus mutabilis |
|  |                    |

|  | Strombus microurceus |
|  |                      |
|  | Strombus labiatus    |
|  |                      |

|  | \| \| Strombus fragilis \| \| \| \| \| \| Strombus urceus \| \| \| \| |
|  |                                                                       |
|  | Strombus dentatus                                                     |
|  |                                                                       |
|  | Strombus fragilis                                                     |
|  |                                                                       |
|  | Strombus urceus                                                       |
|  |                                                                       |

|  | Strombus fragilis |
|  |                   |
|  | Strombus urceus   |
|  |                   |

|  | Strombus maculatus |
|  |                    |
|  | Strombus mutabilis |
|  |                    |

|  | Strombus microurceus |
|  |                      |
|  | Strombus labiatus    |
|  |                      |

|  | Strombus maculatus |
|  |                    |
|  | Strombus mutabilis |
|  |                    |

|  | Strombus microurceus |
|  |                      |
|  | Strombus labiatus    |
|  |                      |

|  | \| \| Strombus fragilis \| \| \| \| \| \| Strombus urceus \| \| \| \| |
|  |                                                                       |
|  | Strombus dentatus                                                     |
|  |                                                                       |
|  | Strombus fragilis                                                     |
|  |                                                                       |
|  | Strombus urceus                                                       |
|  |                                                                       |

|  | Strombus fragilis |
|  |                   |
|  | Strombus urceus   |
|  |                   |

|  | \| \| Strombus canarium \| \| \| \| \| \| Strombus vittatus \| \| \| \| |
|  |                                                                         |
|  | Strombus epidromis                                                      |
|  |                                                                         |
|  | Strombus canarium                                                       |
|  |                                                                         |
|  | Strombus vittatus                                                       |
|  |                                                                         |

|  | Strombus canarium |
|  |                   |
|  | Strombus vittatus |
|  |                   |

|  | Strombus fusiformis |
|  |                     |
|  | Strombus haemastoma |
|  |                     |

Em 2006, Latiolais e colegas propuseram um cladograma (árvore de descendência) que tenta mostrar as relações filogenéticas de 34 espécies dentro da família Strombidae. Os autores analisaram 31 espécies do gênero Strombus (incluindo S. canarium, como assim foi denominado no trabalho) e três espécies do gênero aliado Lambis. O cladograma foi baseado em sequências de DNA tanto da histona nuclear H3 quanto das regiões gênicas codificadoras da proteína citocromo c oxidase I mitocondrial. Na filogenia proposta, S. canarium, Strombus vittatus (sinônimo de Doxander vittatus)  e Strombus epidromis (→ Labiostrombus epidromis) estão intimamente relacionados, e parecem compartilhar um ancestral comum.

## Distribuição
Laevistrombus canarium é nativo das águas costeiras da região do Indo-Pacífico. Sua distribuição mais ocidental é a Índia, incluindo Andhra Pradexe, Tamil Nadu (Golfo de Mannar, Tuticorin, Rameswaram) e as Ilhas Andamão. Ocorre no Sri Lanka (Província Oriental, Trincomalee), Tailândia, Bornéu (Brunei, Sabah), Indonésia (Molucas, Saparua) e Filipinas (Ilha de Cebu, Polillo, Palawan). Também é encontrada mais a leste na Melanésia, incluindo a Baía Yos Sudarso na Nova Guiné, Papua Nova Guiné, Malaita e Guadalcanal nas Ilhas Salomão, Nova Caledônia, Ilha Kioa em Fiji e Novas Hébridas. A espécie é conhecida por ocorrer em Queensland, na Austrália, e no norte para o Vietnã, Taiwan e sul do Japão. Informações detalhadas estão disponíveis sobre a sua distribuição na área dos Estreitos de Johor e algumas outras partes da Malásia, onde foi relatado a partir dos bancos de areia de Tanjung Adang, Merambong, além de Tanjung Bin, Tanjung Surat e Pasir Gogok nos Estreitos de Johor; em Pulau Tinggi, Pulau Besar e Pulau Sibu, no Porto de Dickson, em Teluk Kemang no leste de Johor, e em Negeri Sembilan, Pulau Pangkor, Pulau Langkawi, Cabo Rachado e Kilat no oeste dos Estreitos de Johor.

## Comportamento
Comparado a outros gastrópodes, Laevistrombus canarium tem um meio incomum de locomoção que é encontrado apenas entre os Strombidae. Esta série curiosa de manobras foi originalmente descrita pelo zoólogo americano George Howard Parker em 1922. O animal inicialmente fixa a extremidade posterior do pé empurrando a ponta do seu opérculo em forma de foice contra o substrato. Em seguida, ele estende o pé para frente, levantando a concha e jogando-a à frente em um movimento que foi denominado como "saltador".
O comportamento de escavação, em que um indivíduo se afunda inteiramente (ou parcialmente) no substrato, é frequente entre gastrópodes da família Strombidae. O comportamento de escavação de L. canarium consiste em uma série de movimentos característicos da espécie. Existem três movimentos consecutivos: o primeiro é a sondagem, onde o animal empurra a porção anterior do pé para o substrato para ganhar força; o seguinte é denominado "pá", onde o animal empurra o substrato com seu focinho longo e extensível. A retração é o movimento final, onde ele move a concha ao longo de um eixo antero-posterior para assentar o substrato ao seu redor. Uma vez enterrada, a parte dorsal da concha geralmente permanece visível (embora a superfície ventral e as partes moles do animal estejam ocultas sob o substrato).
A resposta de fuga nos gastrópodes - a percepção de estímulos (por exemplo, a presença de um predador próximo) e um movimento de escape subseqüente - é um alvo freqüente de estudos comportamentais. Em gastrópodes, a percepção de estímulos químicos ambientais originados, por exemplo, de alimentos ou outros organismos é possivelmente mediada por órgãos sensoriais como o osfrádio. No caso de L. canarium, a percepção de um predador pode ocorrer através da quimiorrecepção ou visão (um sentido bem desenvolvido em gastrópodes da família Strombidae). A presença de um predador pode alterar significativamente o padrão de movimento de L. canarium, induzindo um aumento na freqüência de saltos.

## Ecologia

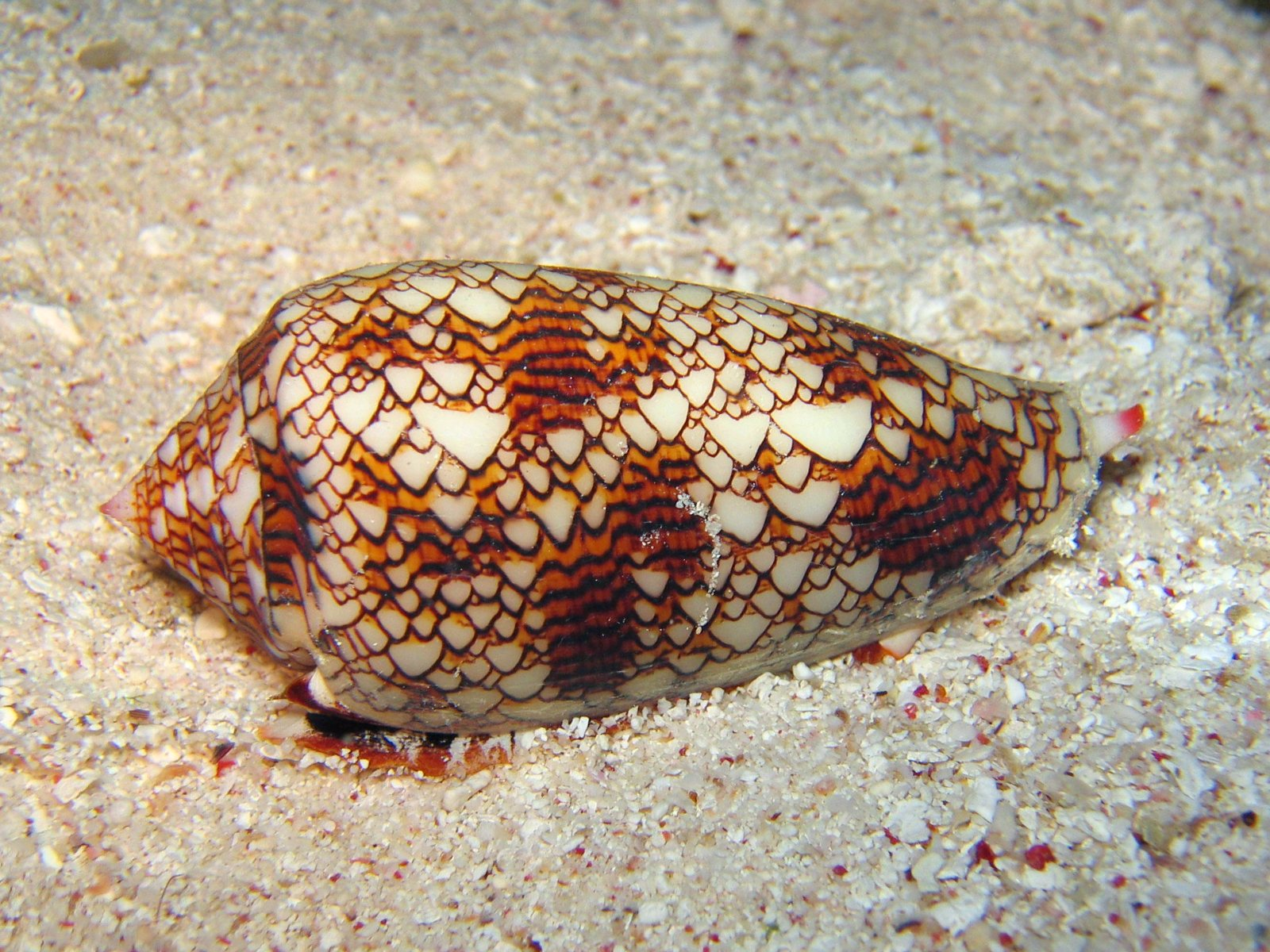
O caramujo cone, Conus textile, é um conhecido predador de L. canarium.

### Habitate alimentação
Esta espécie vive em fundos de areia lamacenta entre algas e bancos de erva marinhas em margens insulares e continentais. Normalmente, prefere ilhas principais e costas continentais às margens de pequenas ilhas, embora isso não seja uma regra absoluta. Laevitrombus canarium prefere áreas de ervas marinhas mistas (com predominância de Halophila), e também prefere sedimentos com altos níveis de matéria orgânica. Este caramujo evita ambientes com alta densidade de Enhalus acoroides, uma erva marinha nativa de grande tamanho encontrada nas águas costeiras do Indo-Pacífico. L. canarium pode ser encontrado em zonas litorâneas e sublitorais, desde águas rasas até uma profundidade de 55 m (180 pés). É normalmente encontrado em grandes colônias, e é geralmente abundante onde quer que ocorra.
Os gastrópodes estrombídeos foram amplamente tidos como carnívoros por diversos autores no século XIX, conceito que perdurou até à primeira metade do século XX. A ideia originou-se nos escritos de Jean-Baptiste Lamarck, que agrupou os Strombidae com outros caramujos supostamente carnívoros, e foi reiterada por autores posteriores, ainda que sem o apoio de evidências empíricas. Estudos subseqüentes refutaram o conceito equivocado, provando sem dúvida que esses gastrópodes são animais herbívoros. Em comum com outros membros de sua família, Laevistrombus canarium é conhecido por ser um animal herbívoro, alimentando-se de algas e ocasionalmente de detrito orgânico.

### Ciclo de vida
Laevistrombus canarium é uma espécie gonocórica, o que significa que cada animal individual é distintamente macho ou fêmea. Sua época de reprodução começa no final de novembro e continua até ao início de março. Após a fertilização interna, a fêmea produz e gera uma estrutura tubular longa e gelatinosa contendo múltiplos ovos. Essa estrutura então se enrola e compacta, formando uma massa branca. Cada massa de ovos pode conter de 50 a 70 mil ovos; as fêmeas geralmente as colocam em ervas marinhas, onde permanecem grudadas. Em cerca de 110-130 horas, o embrião de L. canarium cresce de uma única célula para uma larva velígera (uma forma larvar comum a moluscos gastrópodes e moluscos bivalves de água doce e marinhos) e depois eclode. O processo de incubação leva de 12 a 15 horas. Após a eclosão, as larvas podem ser classificadas em quatro etapas de desenvolvimento distintas ao longo de suas curtas vidas planctônicas (com base em características morfológicas, entre outras). Normalmente, as larvas com até três dias de idade são larvas velígeras de estágio I; Larvas com 4 a 8 dias de idade estão no estágio II; Larvas de 9 a 16 dias de idade estão no estágio III e larvas de 17 dias até à metamorfose estão no estágio IV. As larvas de L. canarium desenvolvem-se mais rapidamente em comparação com outras espécies da mesma família, incluindo o Preguari (Strombus pugilis) e Lobatus costatus. O desenvolvimento das larvas pode ser altamente influenciado por condições ambientais, como a temperatura, a qualidade e a disponibilidade de alimentos. A metamorfose em L. canarium pode ser reconhecida pela perda dos lóbulos velares larvares e pelo desenvolvimento do típico movimento de saltos das conchas verdadeiras juvenis.

### Interações
Muitos gastrópodes marinhos carnívoros são reconhecidos como predadores de L. canarium, incluindo as volutas Cymbiola nobilis e Melo melo e o caramujo Conus textile. A espécie também é predada por vertebrados. Estes incluem o macaco-cinomolgo, Macaca fascicularis, um predador oportunista que vasculha ambientes intermareais, bem como o ser humano, um dos principais predadores da espécie, que segue submetendo-a à pesca intensiva e à exploração comercial. Conchas vazias de L. canarium são frequentemente ocupadas pelo caranguejo ermitão terrestre Coenobita violascens. L. canarium é frequentemente parasitado por protistas do filo Apicomplexa, que são parasitas comuns de moluscos. Os parasitas coccídeos que infectam L. canarium pertencem ao gênero Pseudoklossia. Esses microrganismos unicelulares formadores de esporos infestam as células renais dos hospedeiros e os ductos e túbulos digestivos de sua glândula digestiva.

## Uso humano e conservação

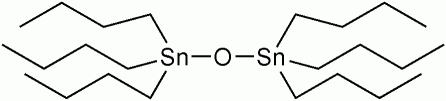
Diagrama estrutural de uma molécula de tributilestanho (TBT). Compostos organoestânicos como o TBT podem causar imposex em gastrópodes.

O nome comum inglês de L. canarium é dog conch (ou concha-cão, em tradução livre); na península malaia, a espécie é conhecida pelos nomes comuns malaios siput gong-gong e gong-gong; siput significa "caracol/caramujo" e gong-gong é uma palavra onomatopaica para o latido ou uivo de um cão. Por ser comestível, a carne de  L. canarium é um alimento básico para os habitantes locais que vivem à beira-mar, e a espécie é pescada em muitas partes do sudeste da Ásia. Apesar de seu valor ornamental, conchas de L. canarium são tradicionalmente utilizadas pelos pescadores como afundadores para redes de pesca. Estudos de 2008 a 2018 reportam que L. canarium foi superexplorada em muitas regiões da Ásia, o que, juntamente com outros fatores como doenças (em especial o parasitismo por protistas do filo Apicomplexa), pode ter provocado um declínio contínuo de suas populações nessas áreas.  Ademais, encontrar indivíduos grandes da espécie tornou-se uma tarefa cada vez mais difícil em várias regiões onde ela ocorre. Malacologistas e ecologistas têm recomendado a redução das taxas de exploração de L. canarium para manter sua disponibilidade como recurso natural. Iniciativas na província de Phuket, no sul da Tailândia, pretendem aumentar os estoques naturais de L. canarium, reintroduzindo animais de cultura em canteiros de ervas marinhas locais. Os pescadores são encorajados a não coletar indivíduos mais jovens e menores que ainda não tenham se reproduzido.
O fenômeno do imposex foi detectado recentemente em L. canarium. Imposex é o desenvolvimento de órgãos sexuais masculinos em animais fêmeas expostos a compostos orgânicos de estanho feitos pelo homem, como o tributilestanho (TBT). Traz consequências negativas para várias espécies de caramujos marinhos, desde esterilidade em alguns indivíduos até à extinção de populações inteiras. Os compostos de estanho são agentes anti-incrustantes biocidas misturados em tintas para evitar a fixação de organismos marinhos em barcos e navios. Altas concentrações desses compostos estão comumente presentes na água do mar perto de estaleiros e áreas de atracação, expondo a vida marinha próxima a efeitos prejudiciais. Em um artigo de 2011, Cob e colegas descobriram que as taxas de imposex são altas nas populações de L. canarium próximas aos portos da Malásia. No entanto, os pesquisadores não conseguiram detectar nenhum caso de esterilidade em fêmeas afetadas. Os autores concluíram que, embora as fêmeas de L. canarium frequentemente desenvolvem um pênis quando a água do mar contém compostos organoestânicos, elas ainda assim não se tornam estéreis. Dessa maneira, a capacidade da espécie sobreviver apesar do imposex faz com que ela se torne um bioindicador local adequado para a poluição organoestânica.